# 普卢内兰
普卢内兰（法語：Plounérin，法語發音：[pluneʁɛ̃]）是法国阿摩尔滨海省的一个市镇，位于该省西部，属于拉尼永区。

## 地理
普卢内兰（48°34'0"N, 3°32'28"W）面积25.89 平方千米，位于法国布列塔尼大區阿摩尔滨海省，该省份为法国西北部沿海省份，位于布列塔尼半岛北部，北濒大西洋英吉利海峡，西接菲尼斯泰尔省，南至莫尔比昂省，东临伊勒-维莱讷省。
与普卢内兰接壤的市镇（或旧市镇、城区）包括：朗韦莱克、洛吉维普卢格拉斯、普卢格拉斯、普卢内韦莫埃代克、普吕菲尔、特雷梅勒、盖尔莱斯坎、普卢埃加特穆瓦桑。

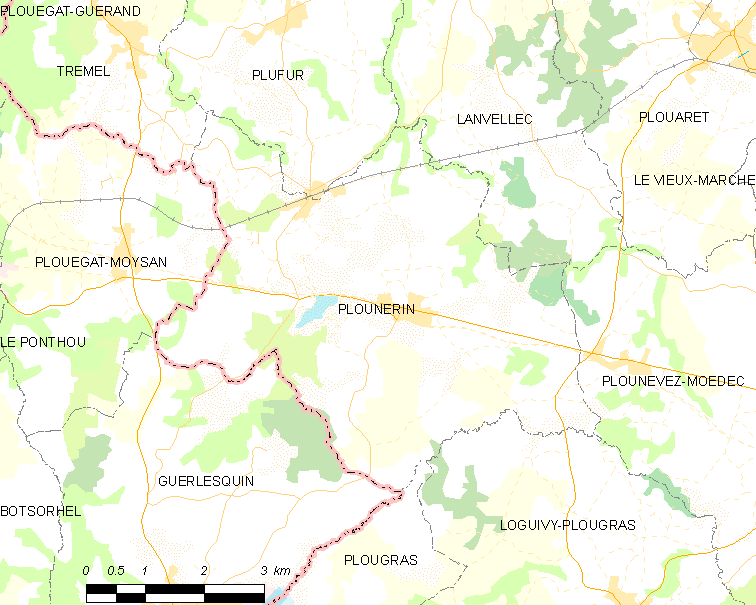
普卢内兰的OSM定位图

普卢内兰的时区为UTC+01:00、UTC+02:00（夏令时）。

## 行政
普卢内兰的邮政编码为22780，INSEE市镇编码为22227。

## 政治
普卢内兰所属的省级选区为普莱斯坦莱格雷沃县。

## 人口

1962-2008年间普卢内兰人口变化图示

普卢内兰于2022年1月1日时的人口数量为799人。